# سلیمان النابلسی
سلیمان النابلسی (عربی: سليمان النابلسي)؛ (زاده: ۱۹۰۸ – درگذشته: ۱۴ اکتبر ۱۹۷۶) یکی از سیاستمداران اردنی بود که در سال‌های ۱۹۵۶ تا ۱۹۵۷ به عنوان نخست‌وزیر اردن تنها رئیس دولت تاریخ اردن بود.

## زندگی‌نامه
او در شهر السلط در اردن متولد شد و تحصیلاتش را از مکتب خانه‌ها شروع کرد و سپس به کالج القدس رفت و تحصیلات دانشگاهی‌اش را در دانشگاه آمریکایی بیروت تکمیل کرده و موفق به اخذ دانشنامه لیسانس اقتصاد و علوم سیاسی در سال ۱۹۳۲ شد.

## فعالیت‌ها
سلیمان النابلسی نخست‌وزیر اردن از ۲۹ اکتبر ۱۹۵۶ تا ۱۰ آوریل ۱۹۵۷ بود.
پس از اینکه حزب سوسیالیست ملی ۱۴ کرسی در پارلمان در انتخابات پنجم در سال ۱۹۵۶ بدست آورد می‌آمد. وی کابینه را در ائتلاف با حزب بعث سوسیالیست و جبهه ملی تشکیل داد که در مخالفت با نهضت ائتلاف بغداد بود و اولین دولت پارلمانی در اردن بشمار می‌آمد. ملک حسین پس از اینکه نسبت به امور سیاست خارجی با وی اختلاف پیدا کرد او را از نخست‌وزیری برکنار کرد که باعث یک سری تظاهرات سرتاسری در اردن شد.